# シルヴァーナ・マンガーノ
シルヴァーナ・マンガーノ （Silvana Mangano、1930年4月21日 - 1989年12月16日）は、イタリアの女優。

## 生涯
ローマ出身。7歳から13歳までジア・ルースカヤ舞踏研究所でバレエを習う。16歳の時、ミス・ローマに選ばれたのがきっかけとなり、1946年に端役で映画にデビュー。その後、映画実験センターに入学して、本格的に演技を学ぶ。
1948年、ジュゼッペ・デ・サンティス監督に見出され『にがい米』に主演、当時としては強烈なセックス・アピールで一躍スターとなる。日本では「原爆女優」と呼ばれた。1949年に『にがい米』の映画プロデューサーであるディノ・デ・ラウレンティスと結婚し、夫がプロデュースする作品に数多く出演する。
グラマー女優としてキャリアを続けたが、『華やかな魔女たち』が転機となり、その後ルキノ・ヴィスコンティ監督やピエル・パオロ・パゾリーニ監督の作品では主に貴族やブルジョワの中年女性を演じるようになる。
1989年、癌で死去。

## 主な出演作品
- 『にがい米』 - Riso amaro  (1948)
- 『シーラ山の狼』 - Il lupo della Sila  (1949)
- 『紅薔薇は山に散る』 - Il brigante Musolino  (1950)
- 『アンナ』 - Anna (1951)
- 『マンボ』 - Mambo (1954)
- 『ユリシーズ』 - Ulisse (1954)
- 『人間と狼』 - Uomini e lupi (1957)
- 『テンペスト』 - Tempest (1958)
- 『海の壁』 - The Sea Wall (1958)
- 『戦争・はだかの兵隊』 - La Grande guerra (1959)
- 『五人の札つき娘』 - 5 Branded Women (1960)
- 『バラバ』 - Barabbas (1962)
- 『私は宇宙人を見た』 - Il disco volante (1964)
- 『華やかな魔女たち』 - Le Streghe (1967)
- 『アポロンの地獄』 - Edipo re (1967)
- 『テオレマ』 - Teorema (1968)
- 『ベニスに死す』 - Morte a Venezia (1971)
- 『デカメロン』 - Il Decameron (1971)
- 『ルートヴィヒ』 - Ludwig (1972)
- 『家族の肖像』 - Gruppo di famiglia in un interno (1974)
- 『デューン/砂の惑星』 - Dune (1984)
- 『黒い瞳』 - Oci ciornie (1987)